# Baroševac
Baroševac es un pueblo ubicado en la municipalidad de Lazarevac, en el distrito de Belgrado, Serbia.

## Superficie
Posee una superficie de 12,85 kilómetros cuadrados.

## Demografía
Hasta 2011 la población era de 1054 habitantes, con una densidad de población de 82,05 habitantes por kilómetro cuadrado.